# Chiesa di San Francesco d'Assisi (Schivenoglia)
La chiesa di San Francesco d'Assisi è la parrocchiale di Schivenoglia, in provincia e diocesi di Mantova; fa parte del vicariato foraneo Madonna della Comuna.

## Storia
L'esistenza di una chiesa a Schivenoglia è documentata per la prima volta verso la fine del XV secolo; nel 1490 fu eretta la parrocchia con territorio dismembrato da quella di San Giovanni del Dosso. Nel XVI secolo i fedeli erano 350, saliti a 1127 duecento anni dopo. Da un documento datato 1610 s'apprende che la suddetta era compresa nel vicariato di Pieve di Coriano. La chiesa venne rifatta tra il 1671 ed il 1673. L'attuale parrocchiale fu costruita nel 1780 e, tra la fine del XVIII e l'inizio del XIX secolo, fu aggregata al vicariato di Revere, per poi passare verso il termine dell'Ottocento a quello di Quistello. L'edificio venne gravemente danneggiato da alcuni bombardamenti anglo-americani e, pertanto, subì un importante lavoro di restauro tra il 1950 ed il 1955. Ulteriori ristrutturazioni furono condotte tra il 2004 ed il 2005 e tra il 2013 ed il 2014.